# Ходжаш Світлана Ізмаїлівна
Світлана Ізмаїловна Ходжаш (повне ім'я Адріана-Світлана-Гулеф Самуїл-Ізмайловна Ходжаш; 10 листопада 1923, Євпаторія — 12 серпня 2008, Москва) — караїмська сходознавиця, доктор мистецтвознавства, член Спілки московських художників, фахівець з культур Давнього Єгипту й Урарту.

## Життєпис
Народилася в Євпаторії в 1923 році в родині караїмів — Самуїла Мойсейовича і Тамари Богданівни (Ельнатанівни) Ходжаш. Мала брата Олександра. Мати рано померла, в 1941 році Світлана Ізмайловна перебралася до Москви, поступила на мистецтвознавче відділення філологічного факультету МДУ і вже з 1944 році стала працювати в Державному музеї образотворчих мистецтв ім. А. С. Пушкіна, який не покидала аж до своєї кончини. Тільки в 1943 році, після звільнення Криму, вона дізналася, що всі її родичі (батько, тітка Лідія Ельнатанівна, бабуся Марія Соломонівна) були розстріляні фашистами в 1942 році в Євпаторії.
Все життя пропрацювала у Відділі стародавнього Сходу, що прославив музей придбанням (в 1909 році, ще за життя його засновника, І. В. Цвєтаєва) Видатної колекції B.C. Голеніщева. Учениця історика мистецтва В. В. Павлова С. І. Ходжаш в 1945 році закінчила з відзнакою МДУ та аспірантуру (1946—1949), після чого успішно захистила кандидатську дисертацію «Художнє ремесло стародавнього Єгипту періоду XVIII династії» (1949). Безпосереднім її наставником у Відділі аж до кінця 1950-х років залишалася Ірина Михайлівна Лосєва, уроджена Голіцина (1908—1959), дружина відомого військового інженера, капітана I рангу Сергія Михайловича Лосєва. Завдяки І. М. Лосевой, яка ініціювала розкопки древніх поселень на території колишньої Вірменської РСР, зокрема в Алі-Берді («Кривава фортеця»), С. І. Ходжаш рано долучилася до археології й з 1952 року регулярно брала участь в розкопках Еребуні, з 1959 року — як керівниця експедиції. Після передчасної кончини І. М. Лосевой С. І. Ходжаш вийшла заміж за овдовілого С. М. Лосєва; народився син Сергій (1961—2008), який пізніше став відомим московським перекладачем закордонної мистецтвознавчої літератури. Багато років С. І. Ходжаш пов'язувала тісна дружба з М. А. Коростовцевих — видатним радянським єгиптологом, у якого вона також вчила давньоєгипетську мову.

## Основні публікації
- Выставка памятников культуры и искусства народов Объединенной Арабской Республики: Путеводитель / Авт. текста: С. И. Ходжаш, Р. Д. Шуринова, С. Б. Певзнер; Под ред. И. М. Лосевой; Министерство культуры СССР. Музей изобразительных искусств имени А. С. Пушкина. — М. : Искусство[ru], 1958. — 72 с.
- Павлов В. В., Ходжаш С. И. Художественное ремесло Древнего Египта. — М. : Искусство[ru], 1958. — 268 с. — 2500 прим.
- Ходжаш С. И. Каир. — М. : Искусство[ru], 1967. — (Города и музеи мира[ru])
  - Ходжаш С. И. Каир. — 2-е изд., испр. и доп. — М. : Искусство[ru], 1975. — (Города и музеи мира[ru])
- Ковтунович О. В., Ходжаш С. И. Багдад. — М. : Искусство[ru], 1971. — 176 с. — (Города и музеи мира[ru]) — 50000 прим.
- Ходжаш С. И. Египетское искусство в Государственном музее изобразительных искусств имени А. С. Пушкина: Альбом. — М. : Изобразительное искусство, 1971. — 108 с. — 15000 прим.
- Ходжаш С. И., Трухтанова Н. С., Оганесян К. Л.[ru]. Эребуни: Архитектура. Монументальные росписи. Художественное ремесло. — М. : Искусство[ru], 1979. — 168 с. — 25000 прим.
- The Egyptian Reliefs and Stelae in the Pushkin Museum of Fine Arts, Moscow / Египетские рельефы и стелы в собрании Государственного музея изобразительных искусств имени А. С. Пушкина, Москва / О. Д. Берлев[ru], С. И. Ходжаш. — М. : Аврора, 1982. — 312 с.
- Павлов В. В., Ходжаш С. И. Египетская пластика малых форм. — М., 1985. — (Из истории мирового искусства[ru]) — 25000 прим.
- Ходжаш С. И. (сост., науч. ред.). Выдающийся русский востоковед В. С. Голенищев и история приобретения его коллекции в Музей изящных искусств (1909—1912). — М., 1987.
- Ходжаш С. И., Этингоф О. Е. Древнеегипетские памятники из музеев СССР: Каталог выставки ГМИИ им. А. С. Пушкина. — М., 1991.
- Catalogue of the Monuments of Ancient Egypt from the Museums of the Russian Federation, Ukraine, Bielorussia, Caucasus, Middle Asia and the Baltic States. — Fribourg, 1998 (в соавторстве с О. Д. Берлевым).
- Ходжаш С. И. Древнеегипетские скарабеи: Каталог печатей и скарабеев из музеев России, Украины, Кавказа и Прибалтики. — М. : Восточная литература[ru], 1999. — 344 с. — 800 прим. — ISBN 5-02-018068-8.
- Ancient Egyptian jewellery: Catalogue of beads, pectorals, aegises, nets for mummies, finger-rings, earrings, bracelets from Pushkin state museum of fine arts. — Moscow, 2001. 111 с. ISBN 5-02-018168-4
- Путь к бессмертию: Памятники древнеегипетского искусства в собрании Государственного музея изобразительных искусств имени А. С. Пушкина: Каталог выставки / Сост.: О. Д. Берлев[ru], О. А. Васильева, О. П. Дюжева, О. В. Лечицкая, Р. И. Рубинштейн[ru], Ю. А. Савельев, В. В. Смоленкова, С. И. Ходжаш, Р. Д. Шуринова. — М. : Восточная литература[ru], 2002. — 376 с. — 1000 прим. — ISBN 5-02-018270-2.
- Берлев О. Д.[ru], Ходжаш С. И. Скульптура Древнего Египта в собрании ГМИИ им. А. С. Пушкина. — М. : Восточная литература[ru], 2004. — 568 с. — 1000 прим. — ISBN 5-02-018364-4.
- Ходжаш С. И. Изображения древнеегипетского бога Беса в собрании ГМИИ им. А. С. Пушкина. — М. : Восточная литература[ru], 2004. — 176 с. — ISBN 5-02-018416-0.